# NGC 6387
NGC 6387 (другие обозначения — ZWG 300.37, 1ZW 189, IRAS17275+5735, HII, PGC 60355) — галактика в созвездии Дракон.
Этот объект входит в число перечисленных в оригинальной редакции «Нового общего каталога».
В галактике вспыхнула сверхновая SN 2004eb типа II, её пиковая видимая звездная величина составила 17,1.